# 침실에서
《침실에서》(영어: In the Bedroom)는 2001년 미국의 독립 영화이다. 배우 출신 감독 토드 필드의 첫 장편이며, 안드레이 더뷰스의 단편소설 Killings를 바탕으로 각색되었다. 시시 스페이섹, 톰 윌킨슨, 닉 스탈, 머리사 토메이가 출연한다.
독립 영화로서는 드물게도 제74회 아카데미상 작품상, 남녀 주연상과 여우조연상, 각색상 후보에 올랐다. 시시 스페이섹이 골든 글로브상 여우주연상을 수상했고, 뉴욕 비평가 협회상, 로스앤젤레스 비평가 협회상, 새틀라이트상 등에서 수상했다.

## 줄거리
메인 주의 해안 마을을 배경으로, 행복한 결혼 생활을 하는 의사 맷과 음악 교사 루스 부부에게는 대학 졸업 후 여름을 보내고 있는 아들 프랭크가 있다. 프랭크는 이혼한 연상의 여인 나탈리와 사랑에 빠진다. 루스는 그 관계를 걱정하지만, 맷은 단순한 연애라고 생각한다. 프랭크는 건축 대학원에 진학할 예정이지만, 나탈리와 그녀의 아이들 곁에 있고 싶어 어부 일을 계속할까 고민한다. 나탈리의 전 남편 리처드는 그녀와 아이들의 삶에 다시 침입하려 하고, 갈수록 폭력적인 방법으로 나탈리에게 접근하며 프랭크를 폭행하기도 한다.
어느 날 밤, 나탈리의 아이들에게서 다급한 전화를 받은 프랭크는 그녀의 집으로 달려간다. 집은 엉망이 되어 있고 나탈리는 불안에 떨고 있다. 리처드가 막 떠났다고 말하지만, 곧바로 다시 나타나 문을 잠근 채 프랭크와 대치한다. 결국 리처드는 뒷문으로 침입하고, 몸싸움 끝에 프랭크는 총에 맞아 사망한다.
아들을 잃은 슬픔에 잠긴 맷과 루스는 각기 다른 방식으로 슬픔을 표현한다. 맷은 겉으로는 강한 척하며 일상으로 복귀하지만, 루스는 은둔 생활을 시작한다. 리처드의 보석 심리에서, 나탈리는 처음 증언과는 달리 총격 장면을 직접 보지 못했다고 진술한다. 이로 인해 리처드는 보석으로 풀려나고, 프랭크의 죽음은 과실치사로 처리될 가능성이 커진다. 맷과 루스는 실의에 빠지고, 리처드가 거리를 활보하는 모습에 분노한다.
맷은 나탈리를 찾아가 안부를 묻지만 어색한 대화만 오가고, 루스는 나탈리에게 사과를 받으려다 뺨을 때린다. 루스는 마트에서 리처드를 마주치게 되고, 집으로 돌아온 후 맷과 격렬한 싸움을 벌인다. 맷은 루스가 아들 프랭크에게 과잉 간섭했다고 비난하고, 루스는 맷이 나탈리에게 품었던 욕망 때문에 프랭크와 나탈리의 관계를 부추겼다고 질책한다. 그러나 곧 화해하고 슬픔을 공유한다.
맷은 리처드를 납치하여 다른 주로 도망가도록 종용하는 척하지만, 결국 리처드를 살해한다. 맷은 공범과 함께 리처드의 시체를 숲에 묻지만, 계획과 달리 날이 밝은 후에야 마을로 돌아온다. 집에 돌아온 맷에게 루스는 "당신이 그랬죠?"라고 묻고, 맷은 불안한 모습을 보인다. 그는 리처드의 아파트에서 본 리처드와 나탈리의 다정한 사진에 대해 설명하지만, 왜 그 사진에 영향을 받았는지는 제대로 말하지 못한다. 루스가 커피를 내릴 때 맷은 손가락의 상처를 확인하며, 여전히 아픔이 남아있음을 느낀다.

## 출연진
- 시시 스페이섹 - 루스 파울러
- 톰 윌킨슨 - 맷 파울러
- 닉 스탈 - 프랭크 파울러
- 머리사 토메이 - 내털리 스트라우트
- 윌리엄 메이포서 - 리처드 스트라우트
- 셀리아 웨스턴 - 케이티 그리널
- 캐런 앨런 - 말라 키브스
- 윌리엄 와이즈 - 윌리스 그리널
- 저스틴 애슈포스 - 팀 브라이슨
- 캠든 먼슨 - 제이슨 스트라우트
- 프랭크 T. 웰스 - 헨리

## SBS 성우진 (2007년 7월 8일)
- 송두석 - 매트 파울러 (톰 윌킨슨)
- 안경진 - 루스 파울러 (씨씨 스페이식)
- 정미숙 - 나탈리 스트라우트 (마리사 토메이)
- 김일 - 프랭크 파울러 (닉 스탈)
- 강구한 - 리처드 스트라우트 (윌리엄 마포더)
- 이근욱 - 윌리스 그린넬 (윌리엄 와이즈)
- 성선녀 - 케이티 그린넬 (셀리아 웨스턴)
- 이상훈 - 팀 (저스틴 애쉬포드)
- 김지영 - 제이슨 (캠덴 문슨)
- 김창주
- 장주영
- 조예신
- 장은숙